# Frode Olsen
Frode Olsen (født 12. oktober 1967 i Stavanger, Norge) er en norsk tidligere fodboldspiller (målmand).
Olsen tilbragte størstedelen af sin karriere i hjemlandet, hvor han blandt andet spillede fem år hos IK Start i Kristiansand og tre hos FK Viking i hjembyen Stavanger. Han spillede også et enkelt år hos Rosenborg, hvor han vandt det norske mesterskab, ligesom han i to sæsoner var tilknyttet spanske Sevilla FC.
Olsen spillede desuden 26 kampe for Norges landshold. Han var med på det norske hold til EM i 2000 i Belgien og Holland, men kom dog ikke på banen i turneringen, hvor han var reserve for førstevalget Thomas Myhre.

## Titler
Tippeligaen
- 1990 med Rosenborg BK